# Geraldine Chaplin
Geraldine Leigh Chaplin (Santa Monica, Califòrnia, 31 de juliol de 1944) és una actriu cinematogràfica estatunidenca, filla de Charles Chaplin. Debutà el 1952 a Limelight, film realitzat pel seu pare. Del 1967, amb Peppermint frappé, fins al 1979, amb Mamá cumple cien años, col·laborà en vuit pel·lícules de Carlos Saura.

## Vida personal
Geraldine Chaplin va néixer a Santa Monica, Califòrnia, el primer fill de l'actor i director Charles Chaplin i Oona O'Neill (filla del dramaturg Eugene O'Neill i de l'autora Agnes Boulton). Chaplin es va educar en un internat dins Suïssa on parlava amb fluïdesa francès i espanyol, com es va veure en algunes de les seves actuacions en pel·lícules del director espanyol Carlos Saura, el seu anterior marit, amb qui va tenir una relació dotze anys. Es va casar el 2006 amb qui va viure molts anys, el cinematògraf xilè Patricio Castilla, i té dos fills, Shane (1974, de Saura) i Oona (1986, de Castilla). És també germanastra de Sydney Chaplin, Charles Chaplin, Jr. i Norman Chaplin. Viu fa molt de temps a Miami, Florida en una casa a prop de la platja.

## Carrera
Quan Chaplin tenia vuit anys, va sortir (no consta als crèdits) a la pel·lícula del seu pare Limelight. Quan el seu somni d'esdevenir ballarina es va acabar, va seguir el seu pare en la professió. David Lean la va triar per interpretar Tonya, la muller lleial del personatge principal a la seva pel·lícula Doctor Zhivago (1965). Durant els anys 1970 apareixia en uns quants films de Robert Altman. També feia de protagonista en nou pel·lícules dirigides per Carlos Saura, incloent-hi Cría Cuervos (1976), Elisa, vida mía (1977), i Mama cumple cien años (1979). Feia el paper de la seva àvia Hannah Chaplin a la pel·lícula biogràfica sobre el seu pare, Chaplin.

## Filmografia
| Any  | Pel·lícula                                                     | Paper                         | Notes |  |
| ---- | -------------------------------------------------------------- | ----------------------------- | --- |  |
| 1952 | Limelight                                                      | Noieta a la primera escena    | (no surt als crèdits) |  |
| 1965 | Crime on a Summer Morning                                      | Zelda                         | |  |
| 1965 | Doctor Givago                                                  | Tonya Gromeko                 | Director: David Lean Globus d'Or Nominació: Millor promesa                                                                                |  |
| 1966 | Andremo in città                                               | Lenka                         | |  |
| 1967 | A Countess from Hong Kong                                      | Noia al ball                  | |  |
| 1967 | Casino Royale                                                  | Keystone Kop                  | (no surt als crèdits) |  |
| 1967 | Rasputin                                                       | Mounia Golovine               | |  |
| 1967 | Cop-Out                                                        | Angela Sawyer                 | |  |
| 1967 | Peppermint Frappé                                              | Elena                         | Director: Carlos Saura |  |
| 1968 | Stress es tres, tres                                           | Teresa                        | |  |
| 1969 | La madriguera                                                  | Teresa                        | Guionista. Presentada al Festival Internacional de Cinema de Berlín                                                                       |  |
| 1970 | The Hawaiians                                                  | Purity Hoxworth               | |  |
| 1970 | The Garden of Delights                                         | Actriu                        | (no surt als crèdits) |  |
| 1971 | Perched on a Tree                                              | Mme Muller                    | (com Géraldine Chaplin) |  |
| 1971 | Carlos                                                         | Lisa                          | |  |
| 1972 | Innocent Bystanders                                            | Miriam Loman                  | |  |
| 1972 | Z.P.G.                                                         | Carol McNeil                  | |  |
| 1973 | Ana y los lobos                                                | Ana                           | |  |
| 1973 | Els tres mosqueters (The Three Musketeers)                     | Anna d'Austria                | |  |
| 1974 | Els quatre mosqueters (The Four Musketeers)                    | Reina Anna d'Austria          | |  |
| 1975 | Cría cuervos                                                   | Ana                           | Director: Carlos Saura |  |
| 1975 | Nashville                                                      | Opal                          | Director: Robert Altman Nominació: Globus d'Or a la millor actriu secundària                                                              |  |
| 1976 | Buffalo Bill and the Indians, or Sitting Bull's History Lesson | Annie Oakley                  | Director: Robert Altman |  |
| 1976 | Benvingut a Los Angeles                                        | Karen Hood                    | Director: Alan Rudolph Nominació: BAFTA a la millor actriu secundària                                                                     |  |
| 1977 | Roseland                                                       | Marilyn                       | Director: James Ivory |  |
| 1977 | Elisa, vida mía                                                | Elisa Santamaria/Mare d'Elisa | Director: Carlos Saura |  |
| 1978 | Remember My Name                                               | Emily                         | Director: Alan Rudolph |  |
| 1978 | A Wedding                                                      | Rita Billingsley              | Director: Robert Altman |  |
| 1979 | Adoption                                                       | Catherine                     | |  |
| 1979 | Mamá cumple cien años                                          | Ana                           | Director: Carlos Saura |  |
| 1980 | Sentimental Journey                                            | Lucie                         | |  |
| 1980 | El mirall trencat (The Mirror Crack'd)                         | Ella Zieli                    | |  |
| 1981 | Bolero                                                         | Suzan/Sara Glenn              | |  |
| 1982 | Casting                                                        | Actriu                        | |  |
| 1983 | Life Is a Bed of Roses                                         | Nora Winkle                   | |  |
| 1984 | Love on the Ground                                             | Charlotte                     | |  |
| 1987 | Passions a Kenya (White Mischief)                              | Nina Soames                   | |  |
| 1988 | Els moderns (The Moderns)                                      | Nathalie de Ville             | Director: Alan Rudolph |  |
| 1989 | El retorn dels mosqueters (The Return of the Musketeers)       | Reina Anna                    | |  |
| 1989 | I Want to Go Home                                              | Terry Amstrong                | |  |
| 1990 | Gentille alouette                                              | Angela Duverger               | |  |
| 1990 | The Children                                                   | Joyce Wheater                 | |  |
| 1991 | Buster's Bedroom                                               | Diana Daniels                 | |  |
| 1992 | Chaplin                                                        | Hannah Chaplin                | Director: Richard Attenborough Nominació: Globus d'Or a la millor actriu secundària                                                       |  |
| 1993 | A Foreign Field                                                | Beverly                       | |  |
| 1993 | L'edat de la innocència (The Age of Innocence)                 | Mrs. Welland                  | Director: Martin Scorsese |  |
| 1994 | Words Upon the Window Pane                                     | Miss McKenna                  | |  |
| 1995 | Para recibir el canto de los pájaros                           | Catherine                     | |  |
| 1995 | A casa per vacances (Home for the Holidays)                    | tia Gladys                    | Director: Jodie Foster |  |
| 1996 | Jane Eyre                                                      | Miss Scatcherd                | Director: Franco Zeffirelli |  |
| 1997 | Mother Teresa: In the Name of God's Poor                       | Mare Teresa                   | |  |
| 1997 | La Odisea                                                      | Euriclea                      | Director: Andréi Konchalovsky |  |
| 1998 | Cousin Bette                                                   | Adeline Hulot                 | |  |
| 1999 | To Walk with Lions                                             | Victoria Anrecelli            | |  |
| 1999 | Beresina oder Die letzten Tage der Schweiz                     | Charlotte De                  | |  |
| 2001 | Just Run!                                                      | Madre                         | |  |
| 2002 | Dinotopia                                                      | Àvia                          | Minisèrie de televisió |  |
| 2002 | En la ciudad sin límites                                       | Marie                         | Premi Goya Millor actriu secundària Coproducció hispano-argentina dirigida pel director castellà Antonio Hernández                        |  |
| 2002 | Hable con ella                                                 | Katerina Bilova               | Director: Pedro Almodóvar |  |
| 2002 | The Faces of the Moon                                          | Joan Turner                   | |  |
| 2004 | The Bridge of San Luis Rey                                     | L'abadessa                    | |  |
| 2004 | Conte de Nadal (A Christmas Carol)                             | fantasma del Nadal futur      | telefilm |  |
| 2005 | Heidi                                                          | Rottenmeier                   | |  |
| 2005 | Oculto                                                         | Adela                         | |  |
| 2005 | Melissa P.                                                     | Nonna Elvira                  | |  |
| 2005 | BloodRayne                                                     | Fortune Teller                | |  |
| 2007 | L'orfenat (El orfanato)                                        | Aurora                        | Premi Goya Millor actriu secundària. Director: Juan Antonio Bayona. Opera prima d'aquest director català, rodada a Barcelona en castellà. |  |
| 2007 | Teresa, el cuerpo de Cristo                                    | Priora del convent            | |  |
| 2007 | Miguel and William                                             | La mestressa                  | |  |
| 2007 | Los Totenwackers                                               | Salgado                       | |  |
| 2008 | Art of Las Vegas                                               | Frances Church-Chappel        | |  |
| 2008 | Parlami d'amore                                                | Amelie                        | |  |
| 2008 | Diari d'una nimfòmana                                          | Abuela Val                    | Dirigida pel director català Christian Molina i rodada a Barcelona en castellà.                                                           |  |
| 2008 | Brontë                                                         | Tia Elizabeth                 | |  |
| 2008 | Imago Mortis                                                   | Comtessa Orsini               | |  |
| 2010 | The Wolfman                                                    | Maleva                        | |  |
| 2010 | There Be Dragons                                               | Abileyza                      | |  |
| 2010 | La mosquitera                                                  | Maria                         | Pel·lícula catalana escrita i dirigida per Agustí Vila i rodada a Barcelona.                                                              |  |
| 2011 | Le Moine                                                       | abadesa                       | Dominik Moll |  |
| 2012 | The Impossible                                                 |                               | |  |
| 2012 | Enric V (Henry V)                                              |                               | |  |
| 2017 | Terra ferma                                                    |                               | |  |